# Teach Children to Worship Satan
Teach Children to Worship Satan (česky Učte děti uctívat Satana) je třetí EP švédské black metalové skupiny Dark Funeral. Vydáno bylo v roce 2000 hudebním vydavatelstvím No Fashion Records. Obsahuje čtyři coververze jiných kapel plus jednu originální skladbu. Coververze byly nahrány pro různá tribute alba.

## Seznam skladeb
1. An Apprentice Of Satan – (6:05)
2. The Trial (cover King Diamond) – (5:26)
3. Dead Skin Mask (cover Slayer) – (4:46)
4. Remember the Fallen (cover Sodom) – (4:15)
5. Pagan Fears (cover Mayhem) – (6:31)

## Sestava
- Emperor Magus Caligula – vokály, kytara
- Micke "Lord Ahriman" Svanberg – kytara
- Matti "Dominion" Mäkelä – kytara
- Robert "Gaahnfaust" Lundin – bicí